# ملتهمة الحمض الجذرية
ملتهمة الحمض الجذرية (الاسم العلمي: Acidovorax radicis) هي نوع من البكتيريا، سلبية الغرام، تتبع جنس ملتهمة الحمض.